# Liste des municipalités de Quintana Roo

Armoiries de l'État de Quintana Roo

L'état mexicain de Quintana Roo comprend 10 municipalités. La capitale est Chetumal.

## Liste des municipalités et des codes INEGI associés

État de Quintana Roo

Municipalités de l'État de Quintana Roo

À leur création en 1974, ces municipalités étaient au nombre de sept, mais de nouvelles ont été créées depuis : Solidaridad en 1993, Tulum en mars 2008, Bacalar en 2011, ainsi que Puerto Morelos en 2016.
Plusieurs de ces municipalités sont nommées en hommage à des personnages importants de l'histoire du pays ou de la région, comme Felipe Carrillo Puerto, Othón P. Blanco, José María Morelos ou Lázaro Cárdenas.
Le code INEGI complet de la municipalité comprend le code de l'État - 23 - suivi du code de la municipalité. Exemple : Othón P. Blanco = 23004. Chaque municipalité comprend plusieurs localités. Ainsi, pour le chef-lieu de la municipalité de Othón P. Blanco, la ville de Chetumal : 230040001.
| Code INEGI | Municipalité           | Chef-lieu de la municipalité   |
| ---------- | ---------------------- | ------------------------------ |
| 001        | Cozumel                | San Miguel de Cozumel          |
| 002        | Felipe Carrillo Puerto | Felipe Carrillo Puerto (ville) |
| 003        | Isla Mujeres           | Isla Mujeres (ville)           |
| 004        | Othón P. Blanco        | Chetumal                       |
| 005        | Benito Juárez          | Cancún                         |
| 006        | José María Morelos     | José María Morelos (ville)     |
| 007        | Lázaro Cárdenas        | Kantunilkín                    |
| 008        | Solidaridad            | Playa del Carmen               |
| 009        | Tulum                  | Tulum (ville)                  |
| 010        | Bacalar                | Bacalar                        |
| 011        | Puerto Morelos         | Puerto Morelos (ville)         |

Attention : La municipalité de Quintana Roo ne se trouve pas dans l'État de Quintana Roo, mais dans l'État voisin de Yucatán.